# Johann Wilhelm Schröder
Johann Wilhelm Schröder (* 15. Juni 1726 in Marburg; † 8. März 1793 ebenda) war ein deutscher Orientalist.

## Leben
Der Sohn des Marburger Professors Johann Joachim Schröder, hatte anfänglich Unterricht von Privatlehrern erhalten. Von seinem Vater und seinem Bruder Nikolaus Wilhelm Schröder angeleitet, bezog er 1740 die Universität Marburg, wo er die philosophischen Studien bei Johann Adolph Hartmann und Johann Konrad Spangenberg und theologischen Studien bei Johann Siegmund Kirchmayer, Franz Ulrich Ries und Johann Wilhelm Krafft besuchte. Im Anschluss an sein Studium betätigte er sich als Privatlehrer, erwarb 1750 den akademischen Grad eines Magisters der Philosophie in Marburg und hielt an der Hochschule Vorlesungen.
1752 reiste er nach Holland, wo er an der Universität Leiden Tiberius Hemsterhuis kennenlernte und von Jan Jacob Schultens mit den orientalischen Handschriften der Leidener Bibliothek vertraut gemacht wurde. Dann war er ein Jahr bei seinem Bruder an der Universität Groningen und kehrte nach einem Besuch der Universität Utrecht 1754 nach Marburg zurück. Hier begann er wieder Vorlesungen zu halten, wurde 1755 Nachfolger seines Vaters als Professor der orientalischen Sprachen und hebräischen Altertümer, übernahm 1759 zudem die Professur der griechischen und hebräischen Sprache, welche Ämter er bis zu seinem Lebensende versah. Während jener Zeit hatte er sich mit den Schriften des Alten Testaments, besonders den Psalmen, beschäftigt und versuchte deren dunkle Stellen philologisch kritisch zu erläutern.

## Familie
Aus seiner am 11. Mai 1762 geschlossenen Ehe mit Christina Louise Brand, sind drei Söhne und drei Töchter hervorgegangen. Von diesen kennt man:
- Elias Friedrich Schröder (1765–1768)
- Friedrich Wilhelm Dietrich Schröder (1767–1769)
- Wolrad Georg Elias Schröder (* u. † 1769)
- Amalie Elisabeth Susanne (* 7. November 1770 in Marburg) verh. 25. März 1787 an den Prof. u. Dr. med. Johann Wilhelm Christian Brühl (1757–1806)
- Helene Bernhardine Viktorie Christine Schröder (* 13. März 1775 in Marburg)
- Elisabeth Amalie Wilhelmine Catharine Schröder (* 4. August 1784 in Marburg)

## Werke
- Diss.  inaug. de sanctitate in genere et quibusdam ejus speciebus, praecipue de sanctitate Dei. Marburg 1750.
- Commeatarius philotogicus in Psalmum X, quo obscuriortim  vocabulorum et phrasium tenebras potissimum arabicae dialecti ope discutere, atque  genuinam impeditioris carminia sensum ad planam atque perspicuam rationem perducere conatus est. Groningen 1754.
- Diss. philol. inaug. inquirens in causas, quare dictio pure Graeca in N. T. plerumque praetermissa sit. Groningen 1768.
- Observationum philologicarum  criticarumque in difficiliora quaed.im Psalmorum loca fasciculus. Leiden 1781.
- Sendschreiben an Herrn Professor Weppler in Cassel, worin er sich gegen die im 9ten Stück der Zugabe zu den Göttinger gelehrten Anzeigen dieses Jahrs herausgegebens Rezension seines Fasciculi observationum etc. verteidigt. Marburg und Leipzig 1782.